# Stortjärnen (Degerfors socken, Västerbotten, 714627-165529)
Stortjärnen är en sjö i Vindelns kommun i Västerbotten och ingår i Umeälvens huvudavrinningsområde. Sjön har en area på 0,076 kvadratkilometer och ligger 246,2 meter över havet. Stortjärnen ligger i Åtmyrberget Natura 2000-område.

## Delavrinningsområde
Stortjärnen ingår i det delavrinningsområde (714856-165408) som SMHI kallar för Nedlagd mätstation. Medelhöjden är 253 meter över havet och ytan är 16,8 kvadratkilometer. Räknas de 996 avrinningsområdena uppströms in blir den ackumulerade arean 12 481,37 kvadratkilometer. Avrinningsområdets utflöde Umeälven mynnar i havet. Avrinningsområdet består mestadels av skog (89 procent). Avrinningsområdet har 0,78 kvadratkilometer vattenytor vilket ger det en sjöprocent på 4,6 procent.